# HD 214995
HD 214995，又名BD+13 4974，SAO 108109、HR 8642，是一颗恒星，视星等为5.9，位于銀經81.92，銀緯-37.83，其B1900.0坐标为赤經22h 37m 1.1s，赤緯+13° -37.83′ 39″。